# ووئران
شهر ووئران (به فرانسوی: Voeren) در شهرستان تنژران در استان لمبورگ در منطقه فلاندری در کشور بلژیک واقع شده‌است.

## نگارخانه

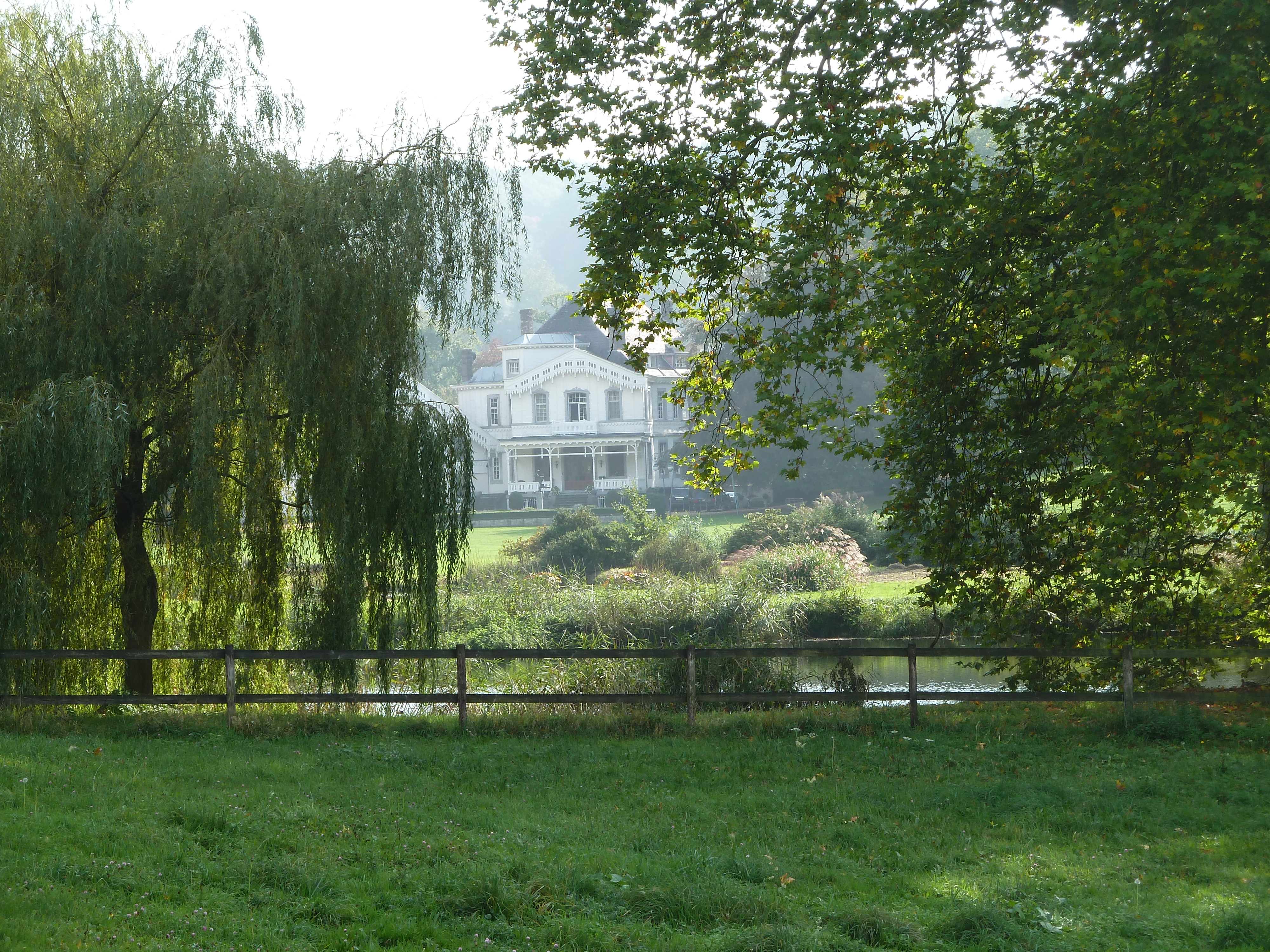
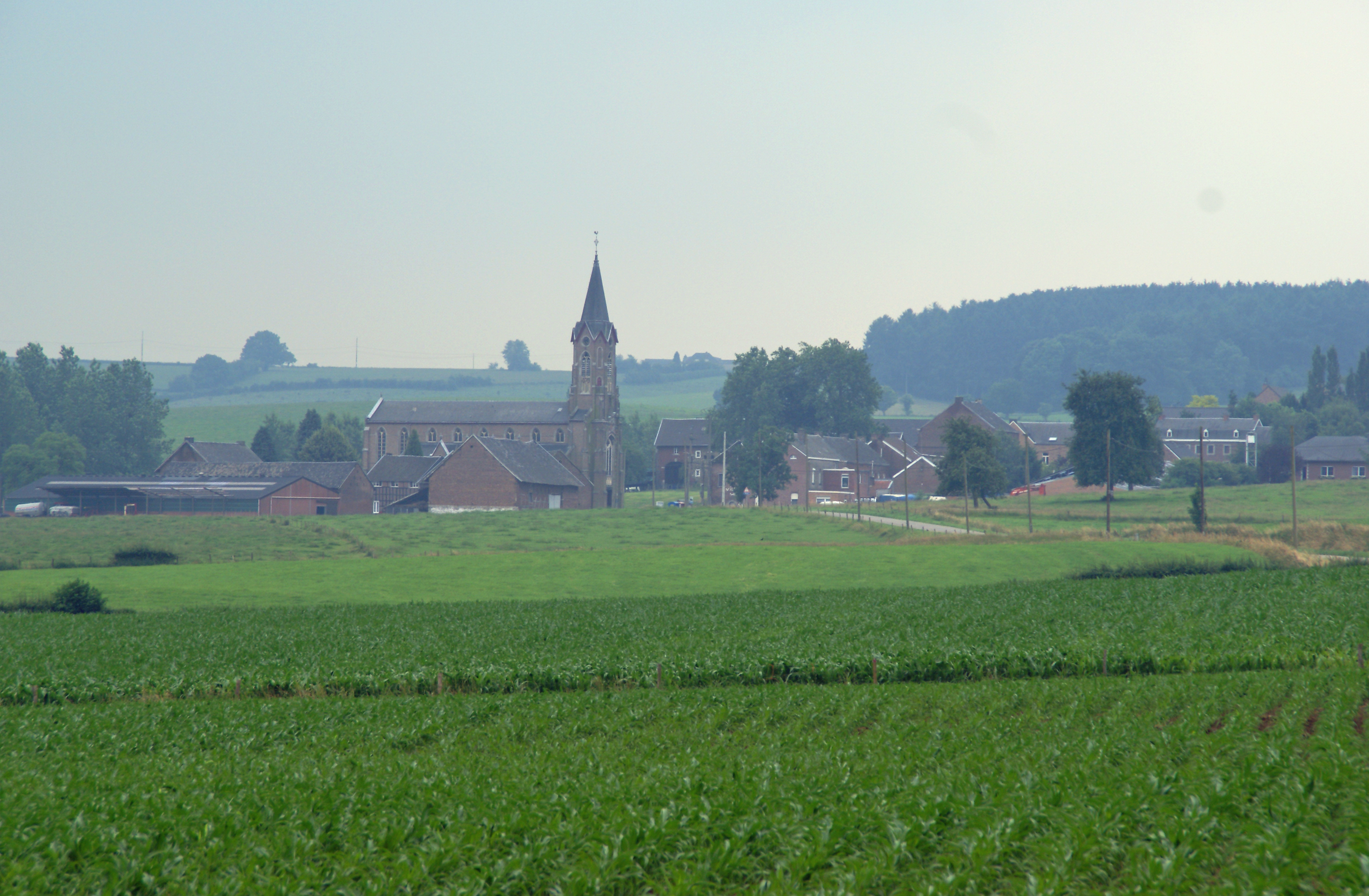
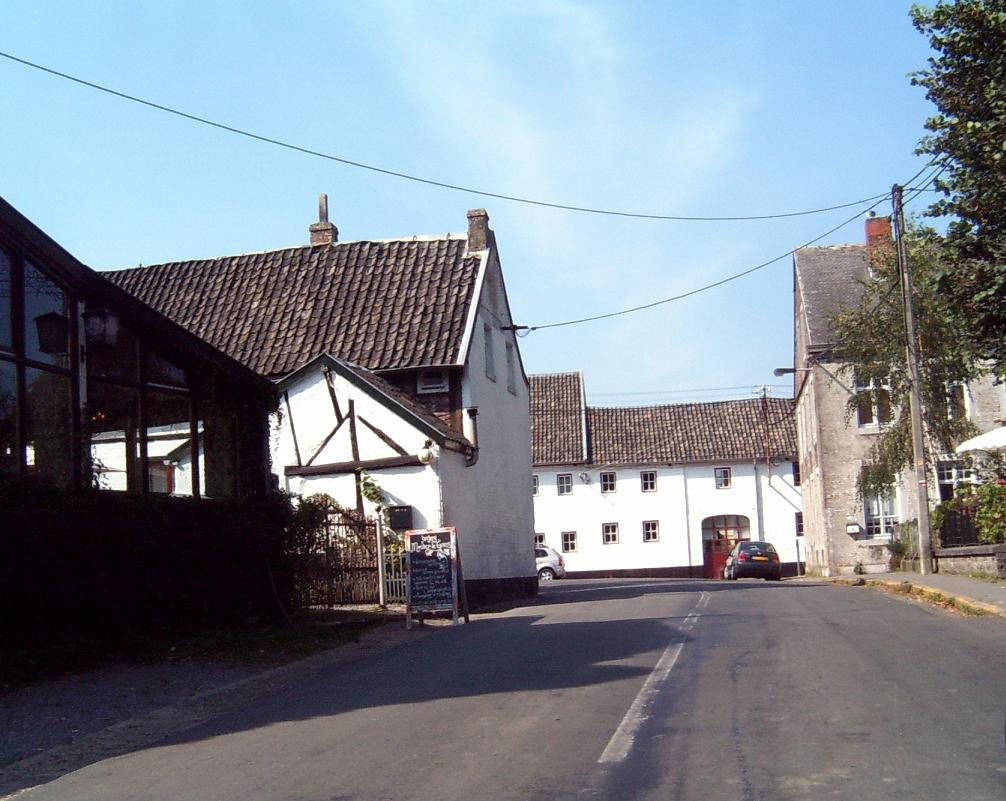
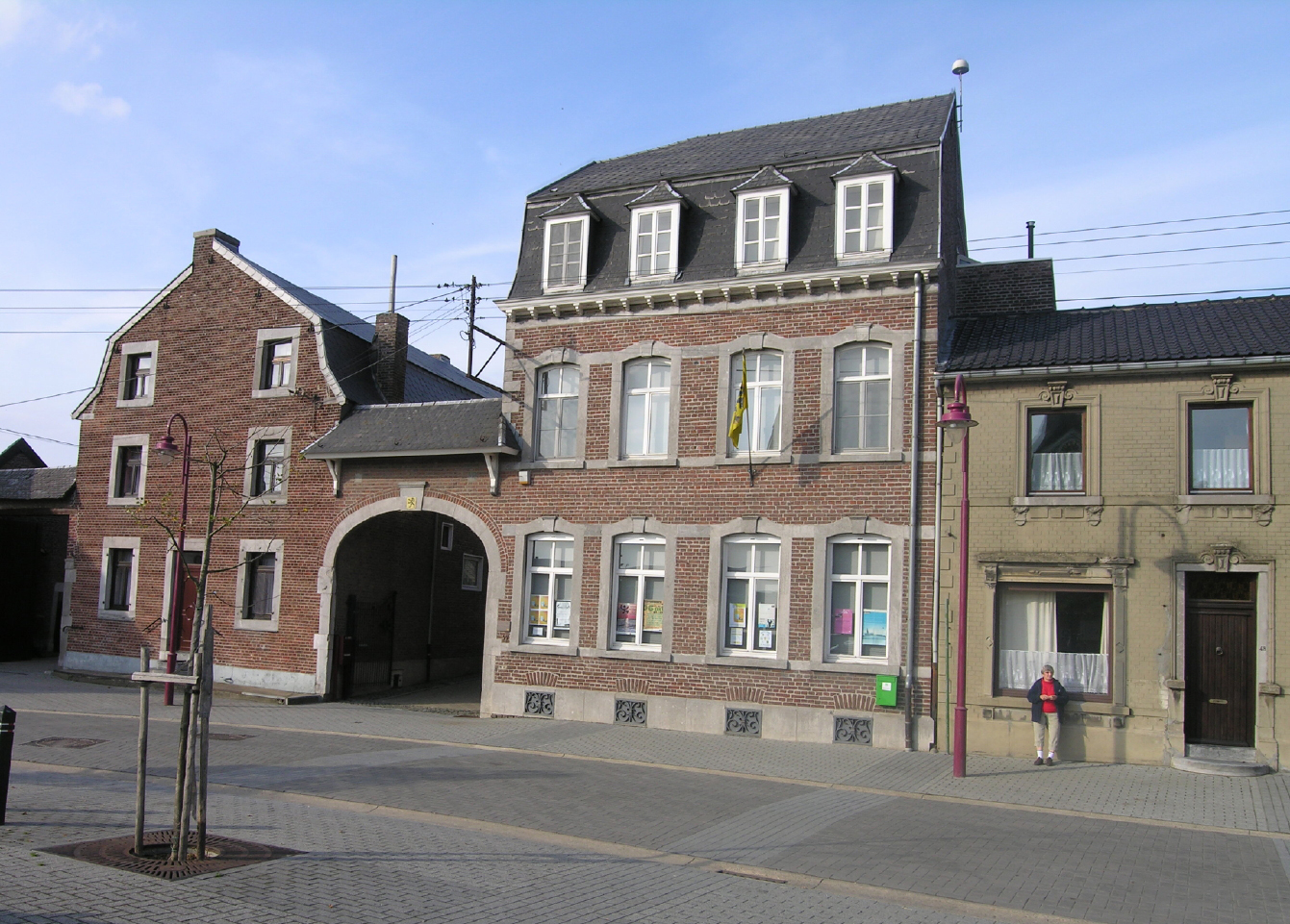
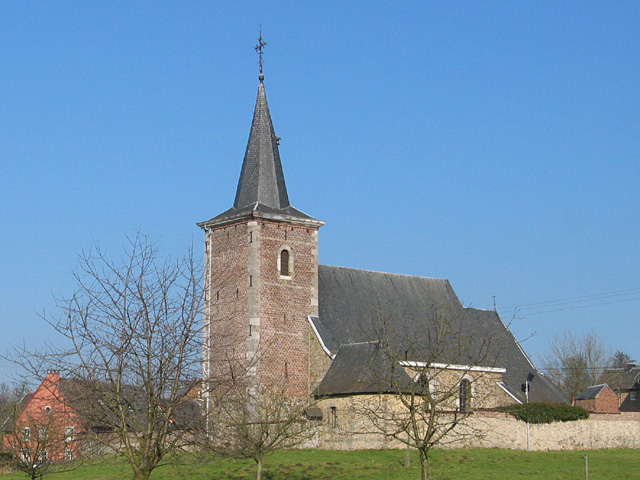
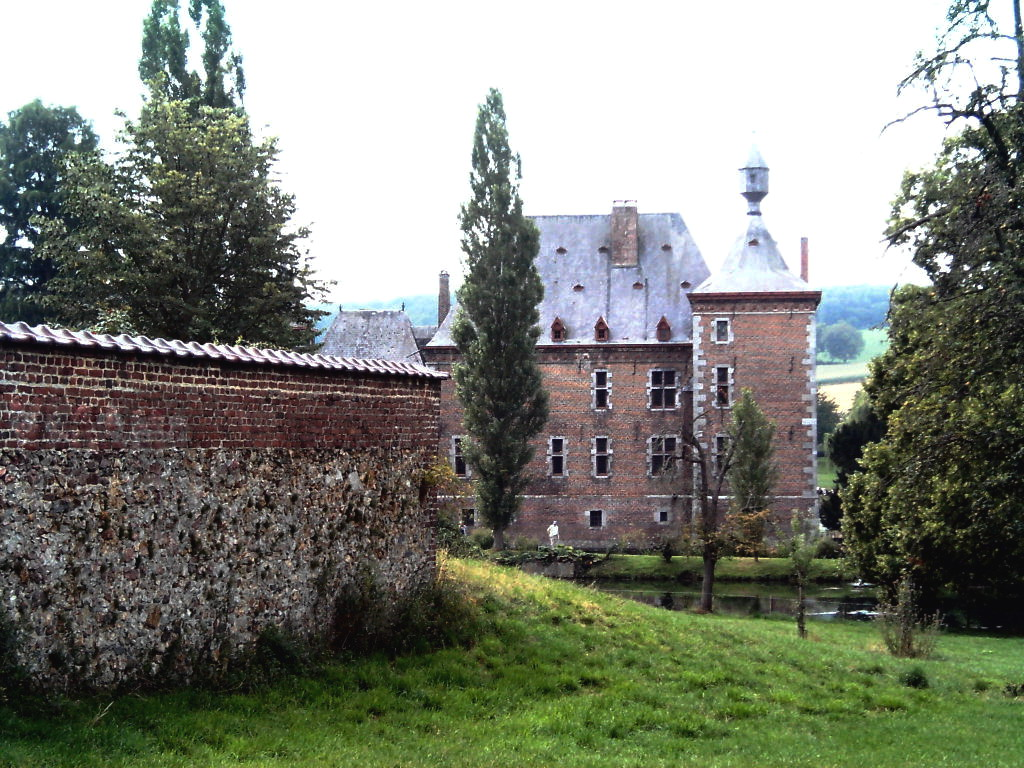